# Српски устанак (1034—1042)
Српски устанак (1034—1042) је био велики устанак Срба против византијске власти, који је избио 1034. године, након чега је настављен у неколико фаза, све до 1042. године, када су извојеване одлучне победе против Византинаца. На челу устанка налазио се кнез Стефан Војислав, који је извојевао неколико значајних победа против византијских снага. Устанак је обухватао српске области у загорју и приморју, укључујући Дукљу и Травунију. У крајњем исходу, устанак је резултирао стварањем слободне српске државе, под династијом Војислављевића.

## Слабост Византијског царства
Огромно Василијево царство паде у слабе руке. Наследио га је брат Константин, а њега мужеви и љубавници његове кћери Зоје. Двор је постао средиште сплетака, саблажњивих сцена и узајамног оптуживања. У покрајинама се јављају покрети појединих угледних вођа и заповедника који желе да избију на површину и који желе да се докопају и самог престола. Са севера су све учесталији напади Печењеза. Развија се корупција и избијају протести и побуне.
Међу Словенима су још биле доста живе традиције о својој држави и доста јака племенска свест у супротности према Грцима. Стога је сасвим разумљиво што се на притисак власти (укидање права словенским епископима да бирају свога поглавара) јавио јак и бунтован отпор. Отворени устанак избио је кад у Македонију из ропства стиже Петар Дељан који се издавао за сина цара Ратомира. Устанак је букнуо 1040. године. Истовремено избија устанак и у Драчу на челу са Тихомиром.

## Почетак устанка
Сем та два, у Зети је избио најозбиљнији и најуспешнији устанак кнеза Војислава. После убиства кнеза Владимира у земљи је настало безвлашће. Которани су убили кнеза Драгомира, с мотивацијом да више неће бити владара који ће их притискати. Драгомиров син Доброслав узео је на себе перфидну улогу да подбада Грке на све веће опачине, правећи им се иначе као пријатељ, а бунио је, с друге стране, народ против угњетавача. Народ киван на Грке дигао се и побио све грчке великаше који се затекоше међу њима. Тада позваше Доброслава који прими власт и отпоче борбу за ослобођење. Тај Дукљанинов Доброслав се у грчким списима зове Стефан Војислав.
Први устанак букнуо је 1034/1036. године, али је брзо завршен једним наметнутим уговором. Војислав је узет за таоца и одведен у Цариград, а надзор над побуњеном земљом поверен је Теофилу Еротику. Војислав је убрзо побегао из Цариграда, дочепао се својих планина и почеоборбу, завладавши убрзо читавим крајем од Захумља до Скадарског језера.

## Друга фаза
У својим борбама Стефан Војислав протерује Грке са власти. У својој отаџбини он је био несметан од Грка све док сам није дао побода цару за напад. Цару Михајлу, који је боравио у Солуну, беше послата из Јужне Италије велика пошиљка злата од 10 кентенара. Бура је лађу са тим драгоценим теретом бацила на зетску обалу. Војислав је злато запленио и задржао, поред свих царевих протеста. Евнух Георгије Проват доби наредбу да крене у Зету. Тај војсковођа упаде у заседу 1040. године и би потпуно поражен. У борби се посебно истакао Војислављев син Радослав који је убио једног од грчких заповедника и с тим унео забуну у њиховој војсци. Спречени Дељановим напредовањем, Грци нису одмах могли да понове напад већ су морали да дозволе Војиславу да ојача и да се довољно спреми за даље борбе.

## Крај устанка
Крајем 1041. године је умро византијски цар Михајло V Калафат, а на његово место 1042. долази нови цар Константин IX Мономах. Један од његових првих потеза беше казнена експедиција против Зете. Драчки заповедник, патриције Михаило доби заповед да покори Зету. Дукљанска хроника бележи да је цар послао посебне људе с доста злата и сребра да покрену против Зећана рашког жупана, босанског бана и захумског кнеза. Владари су се одазвали позиву и своје чете поверили Људовиту, хумском кнезу, као врховном заповеднику у том походу.
Људовит крену против Зете с Требињског подручја, а Грци са великом војском (60.000 људи) навалише од Скадра и Бара. Зећани се повукоше у црмничке кланце. Грци су опленили богате долине приморске Зете и не хтедоше да иду дубље у планине. На повратку наиђоше на кланце око Сутормана поседнуте од Зећана. По причању Грка Кедрена, Срби су осули на Византинце камење и стене и стреле са својих висина, а ови су, не могући да употребе своје оружје, гледали само да изнесу живу главу. Према грчком извештају, византијска војска је у бици изгубила је 7 заповедника и 40.000 људи.
Победивши тако Грке, Војислав се окрете Људовиту. Он га је чекао код Клобука. Војску је предводио Војислављев син Гојислав. Она се крајем 1042. године сукобила са Људовитовим снагама. У бици код Клобука Грци доживеше још један пораз. Сам Људовит је био рањен у боју са Војиславом и двојицом његових људи. Зетски успех је према томе био потпун са обе стране.
После овог пораза Византија није ништа предузимала против Зете. У томе су је спречили напади Руса који у својим походима стигоше под саму престоницу Византије (1043. године).

## Извори и литература
Извори
- Живковић, Тибор (2009). Gesta Regum Sclavorum. 2. Београд-Никшић: Историјски институт; Манастир Острог.
- Кунчер, Драгана (2009). Gesta Regum Sclavorum. 1. Београд-Никшић: Историјски институт, Манастир Острог.
- Мијушковић, Славко, ур. (1988) [1967]. Љетопис попа Дукљанина (2. изд.). Београд: Просвета & Српска књижевна задруга.
- Mošin, Vladimir, ур. (1950). Ljetopis popa Dukljanina. Zagreb: Matica hrvatska.
- Острогорски, Георгије; Баришић, Фрањо, ур. (1966). Византијски извори за историју народа Југославије. 3. Београд: Византолошки институт.
- Thurn, Hans, ур. (1973). Ioannis Scylitzae Synopsis historiarum. Berlin-New York: De Gruyter.
- Flusin, Bernard; Cheynet, Jean-Claude, ур. (2003). John Scylitzès: Empereurs de Constantinople. Paris: Lethielleux.
- Шишић, Фердо, ур. (1928). Летопис Попа Дукљанина. Београд-Загреб: Српска краљевска академија.
- Wortley, John, ур. (2010). John Skylitzes: A Synopsis of Byzantine History, 811–1057. New York: Cambridge University Press.

Литература
- Живковић, Тибор (2006). Портрети српских владара (IX-XII век). Београд: Завод за уџбенике и наставна средства.
- Živković, Tibor (2008). Forging unity: The South Slavs between East and West 550-1150. Belgrade: The Institute of History, Čigoja štampa.
- Калић, Јованка (1967). Београд у средњем веку. Београд: Српска књижевна задруга.
- Ковачевић, Јован (1967). „Од доласка Словена до краја XII вијека” (PDF). Историја Црне Горе. 1. Титоград: Редакција за историју Црне Горе. стр. 279—444.
- Коматина, Предраг (2012). „Србија и Дукља у делу Јована Скилице”. Зборник радова Византолошког института. 49: 159—186.
- Острогорски, Георгије (1969). Историја Византије. Београд: Просвета.
- Острогорски, Георгије (1970). Византија и Словени. Београд: Просвета.
- Ћирковић, Сима (1981). „Осамостаљивање и успон дукљанске државе”. Историја српског народа. 1. Београд: Српска књижевна задруга. стр. 180—196.
- Ћирковић, Сима (1995). Срби у средњем веку. Београд: Идеа.
- Ћирковић, Сима (2004). Срби међу европским народима. Београд: Equilibrium.
- Fine, John Van Antwerp Jr. (1991) [1983]. The Early Medieval Balkans: A Critical Survey from the Sixth to the Late Twelfth Century. Ann Arbor, Michigan: University of Michigan Press.